# Průtočná plocha
Průtočná plocha je plošný obsah řezu vedeného kolmo k proudnicím, ve zvláštních případech (prismatické koryto, rovnoběžné proudnice) na osu vodního toku. Pro jednoduchá koryta (zpravidla umělá) ji lze určit analyticky, pro koryta přirozená (vodní toky) je obvykle nutné ji stanovit na základě zaměření tvaru koryta a polohy hladiny

## Značení
- Značka: S
- Jednotka SI: metr čtvereční, m2

### Příklady jednoduchých koryt
|  | Pro obdélníkové koryto je průtočná plocha dána vztahem: {\displaystyle S=by}                                                                         |
|  | Pro lichoběžníkové koryto je průtočná plocha dána vztahem: {\displaystyle S=y(b+my)}                                                                 |
|  | Pro trojúhelníkové koryto je průtočná plocha dána vztahem: {\displaystyle S=my^{2}}                                                                  |
|  | Pro částečně plněný kruhový průřez je průtočná plocha dána vztahem: {\displaystyle S={\frac {1}{8}}({\frac {\pi \varphi }{180}}-\sin \varphi )D^{2}} |

## Přirozené koryto
Ve vytyčeném příčném řezu se v řadě bodů vhodným způsobem (např. technickou nivelací nebo sondováním) zjistí poloha dna, současně je nutné stanovit horizontální vzdálenost {\displaystyle b_{i}} tohoto měřeného bodu od břehové hrany. V případě, že je příčný profil zaměřen nivelací, je nutné současně zaměřit polohu hladiny vody, pokud možno u obou břehů. Pokud se v měrném profilu vyskytují ojedinělé větší balvany (častý případ zejména horských řek), nebere se na ně zřetel (v hydraulických výpočtech je jejich výskyt zahrnut např. v součiniteli drsnosti apod.).

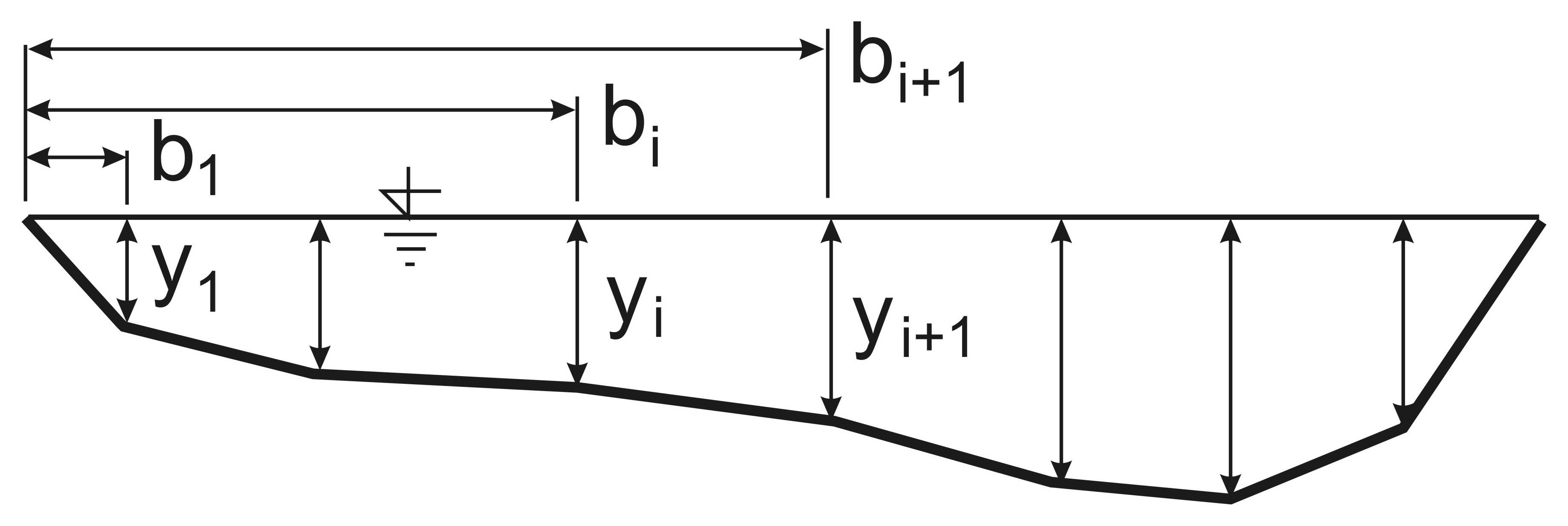
Sounding a river channel

Pokud je koryto zaměřeno nivelací, z polohy hladiny a dna se vypočtou hloubky vody {\displaystyle y_{i}} v jednotlivých měrných bodech; pokud bylo sondováno, jsou výsledkem měření přímo hloubky v jednotlivých bodech.
Je-li zaměřeno {\displaystyle N} bodů dna o souřadnicích {\displaystyle b_{i},y_{i}}, tak se průtočná plocha vypočte jako
{\displaystyle S=0,5y_{1}b_{1}+\sum _{k=1}^{N-1}{y_{i}+y_{i+1} \over 2}(b_{i+1}-b_{i})+0,5y_{N}(b_{N}-b_{n-1})}